# Паго Веијано (Беневенто)
Паго Веијано (итал. Pago Veiano) је насеље у Италији у округу Беневенто, региону Кампанија.
Према процени из 2011. у насељу је живело 1231 становника. Насеље се налази на надморској висини од 493 м.

## Становништво
Према резултатима пописа становништва 2011. у општини је живело 2.545 становника.
| 1931. | 1936. | 1951. | 1961. | 1971. | 1981. | 1991. | 2001. | 2011. |
| ----- | ----- | ----- | ----- | ----- | ----- | ----- | ----- | ----- |
| 3.183 | 2.875 | 3.114 | 3.002 | 2.817 | 2.775 | 2.858 | 2.657 | 2.545 |